# Gürbulaq
Gürbulaq är en ort i Azerbajdzjan.   Den ligger i distriktet Daşkəsən Rayonu, i den västra delen av landet, 300 km väster om huvudstaden Baku. Gürbulaq ligger 1 650 meter över havet och antalet invånare är 360.
Terrängen runt Gürbulaq är lite bergig. Närmaste större samhälle är Yukhary-Dashkesan, 9,0 km öster om Gürbulaq. 
Trakten runt Gürbulaq består i huvudsak av gräsmarker. Runt Gürbulaq är det ganska glesbefolkat, med 31 invånare per kvadratkilometer.